# Chlorota lesnei
Chlorota lesnei är en skalbaggsart som beskrevs av Ohaus 1912. Chlorota lesnei ingår i släktet Chlorota och familjen Rutelidae. Inga underarter finns listade i Catalogue of Life.